# Dzununcán (Motul)
Dzununcán es una localidad, comisaría del municipio de Motul en el estado de Yucatán localizado en el sureste de México.

## Toponimia
El nombre (Dzununcán) proviene del idioma maya.

## Importancia histórica
Tuvo su esplendor durante la época del auge henequenero y emitió fichas de hacienda las cuales por su diseño son de interés para los numismáticos. Dichas fichas acreditan la hacienda como propiedad de Benita Palma de C.

## Demografía
Según el censo de 2005 realizado por el INEGI, la población de la localidad era de 210 habitantes, de los cuales 112 eran hombres y 98 eran mujeres.
| 325                         | 184 | 198 | 149 | 188 | 265 | 239 | 120 | 253 | 216 | 246 | 210 |
| (Fuente: INEGI [Consultar]) |     |     |     |     |     |     |     |     |     |     |     |

## Galería

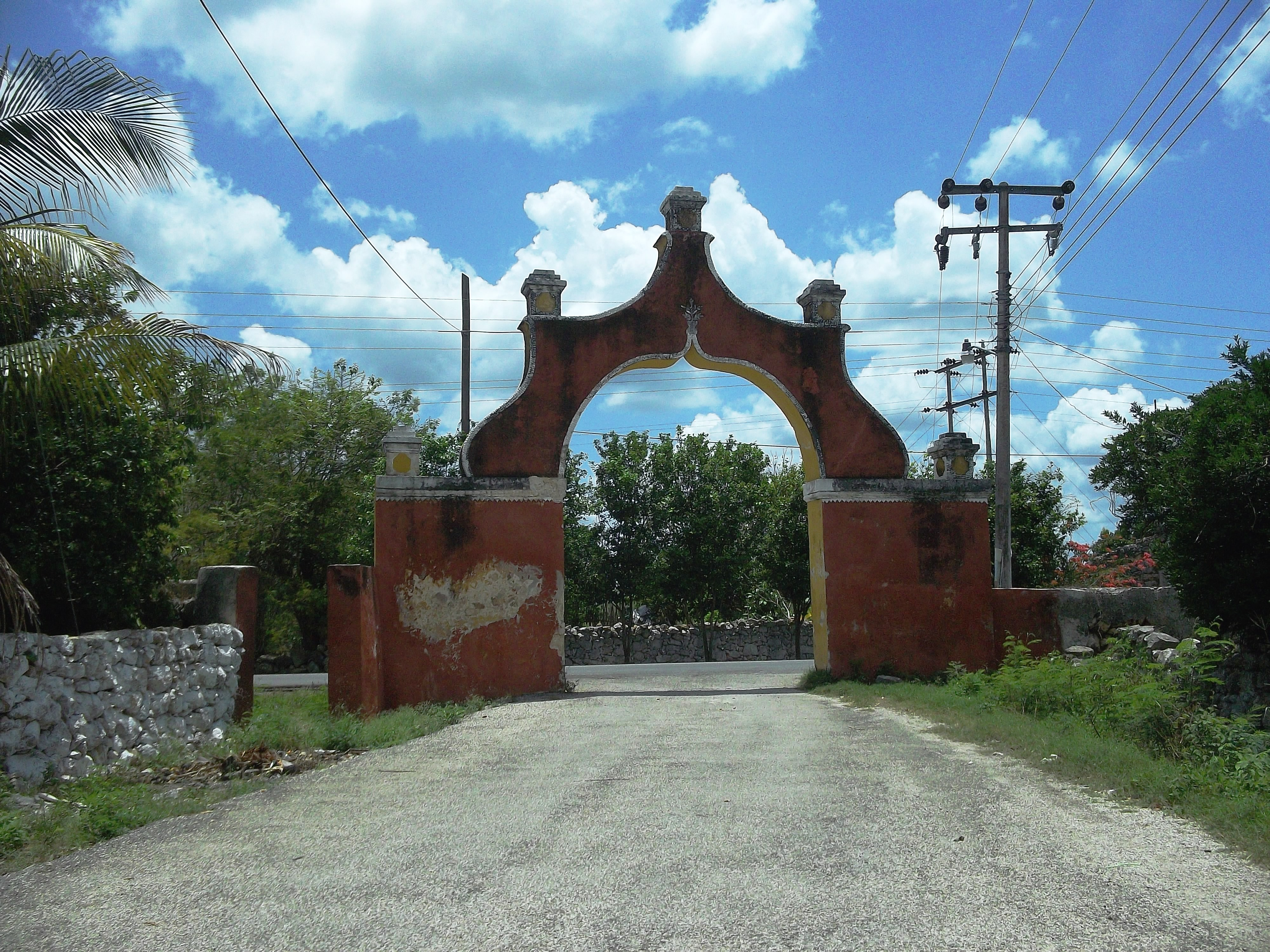
Hacienda.
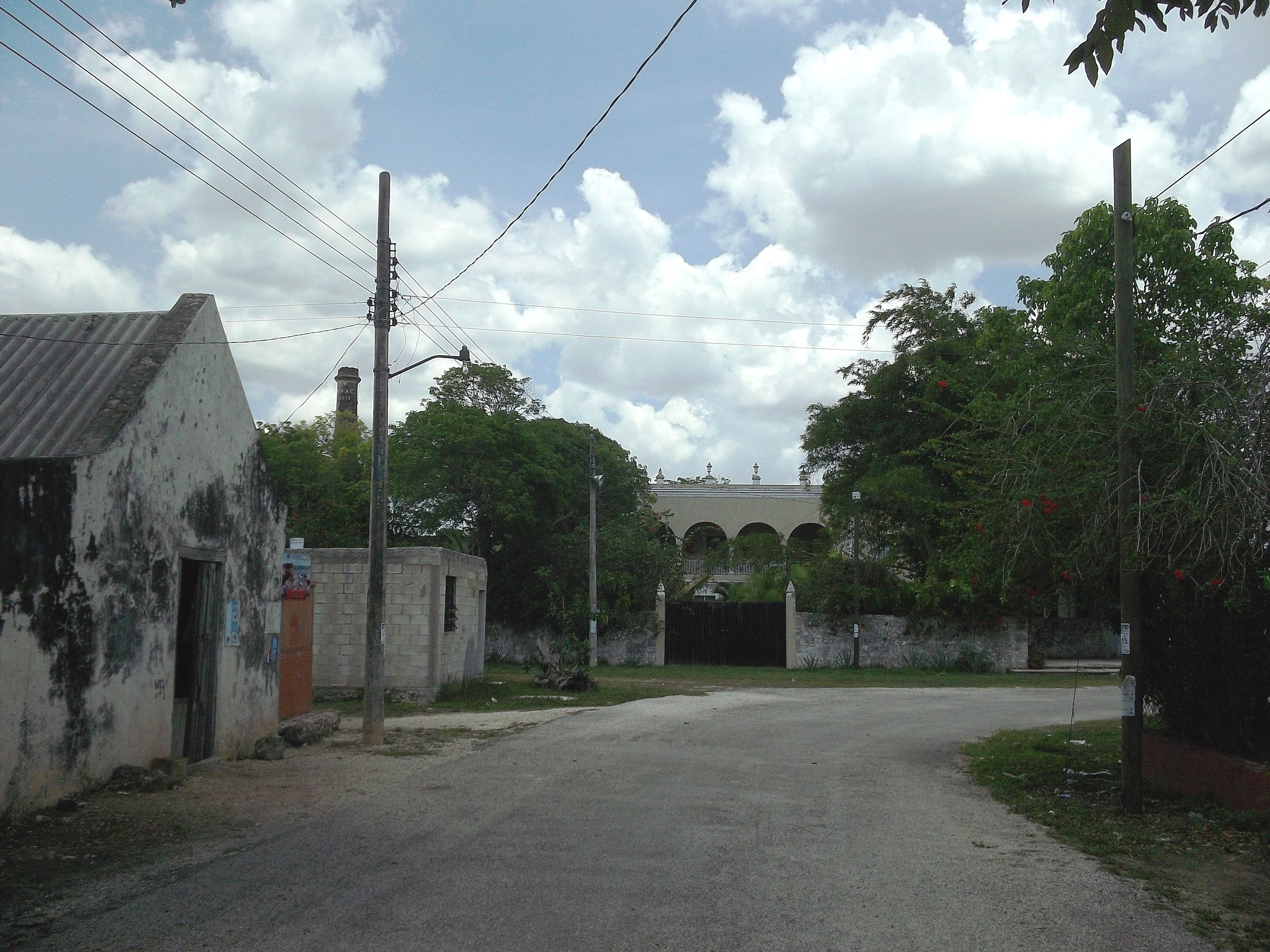
Hacienda.
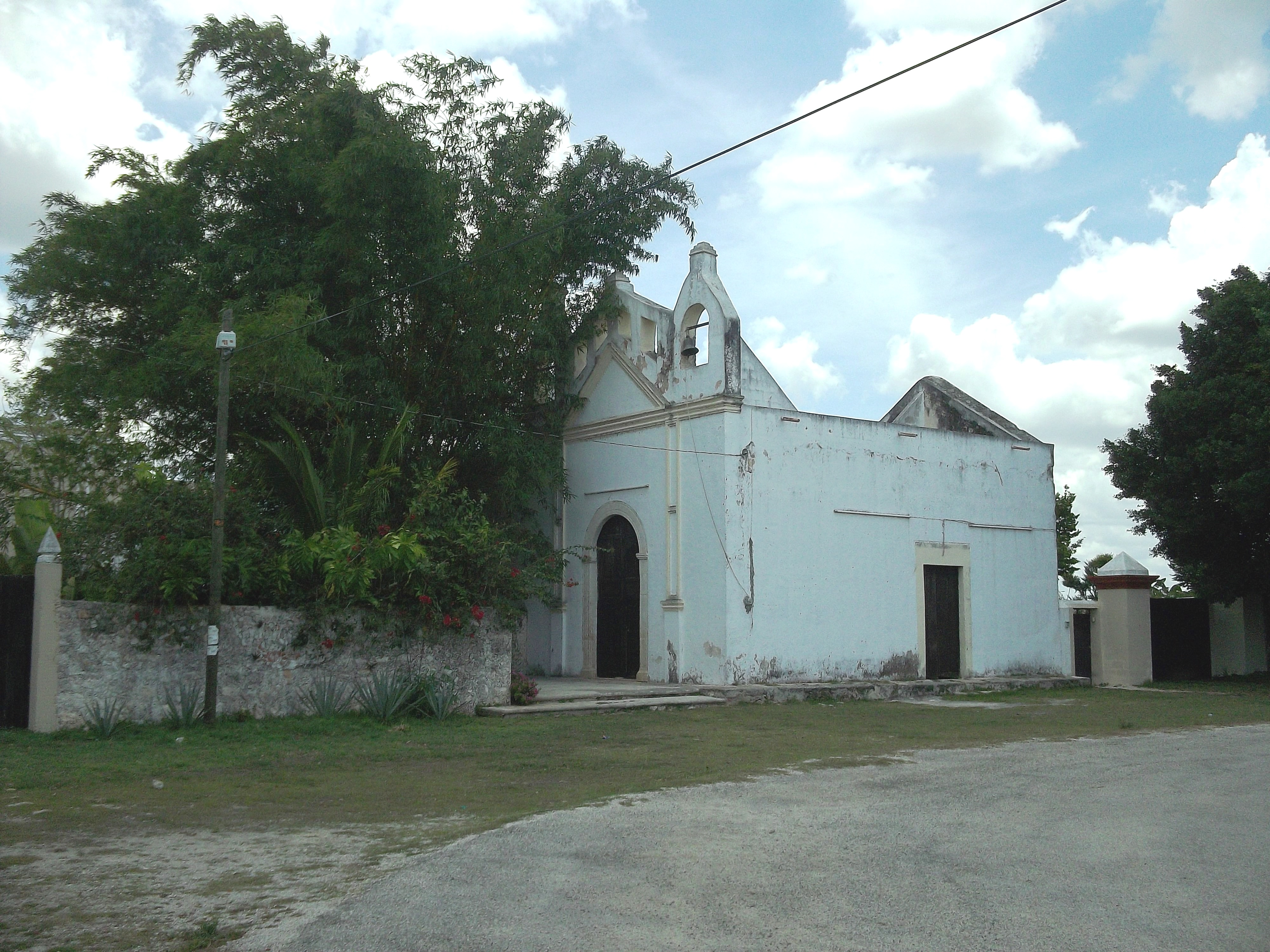
Hacienda.
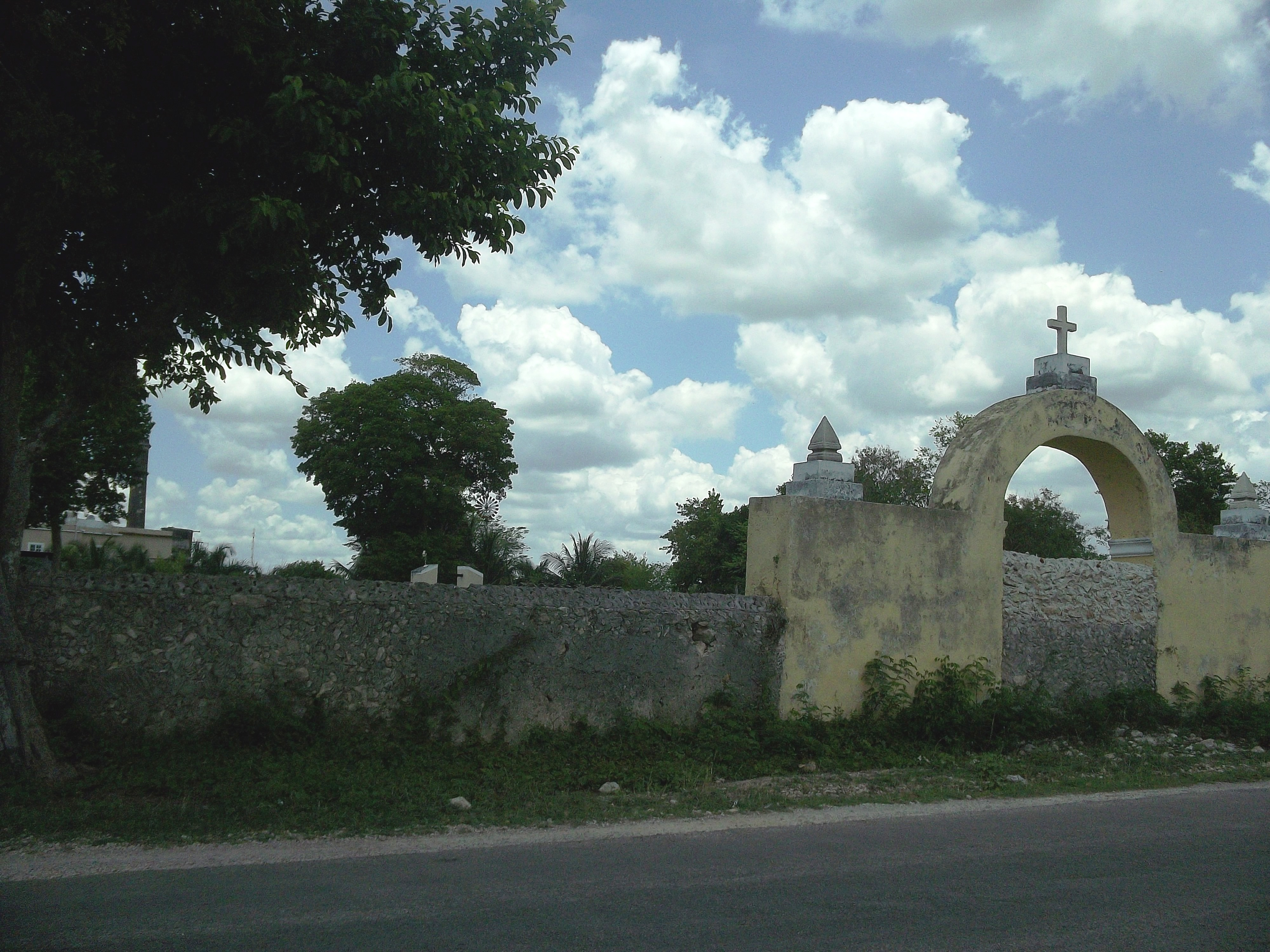
Hacienda.